# Dzwonek Częstochowski
Dzwonek Częstochowski – polski ilustrowany miesięcznik katolicki wydawany w Częstochowie w latach 1901–1915 przez księdza Józefa Adamczyka. Redakcja miała filie w Warszawie i Petersburgu. 

## Historia czasopisma
Początkowo tematyka poruszana na łamach czasopisma ograniczała się do relacji z życia jasnogórskiego sanktuarium (uroczystości, pielgrzymki), zagadnień religijnych i historycznych, odnotowywano także lokalne wydarzenia z Częstochowy i okolic oraz pobliskiego Zagłębia Dąbrowskiego. Od 1906 r. poruszano również tematy społeczne i gospodarcze. Przy redakcji działał zakład fotograficzny, prowadzono także sprzedaż dewocjonaliów i sprzętów liturgicznych. Pod szyldem: Wydawnictwo Redakcyi "Dzwonka Częstochowskiego" lub Wydawnictwo "Dzwonka Częstochowskiego" publikowano serie i albumy widokówek ("Pamiątka z Częstochowy"), broszury i książki o treści religijnej oraz przewodniki po Jasnej Górze.